# 蔡奇
蔡 奇（さい き、ツァイ・チー、1955年12月5日 - ）は、中華人民共和国の官僚、政治家。中国共産党中央政治局常務委員会委員、党中央書記処常務書記、党中央弁公庁主任。
中国共産党の最高指導部での一人で、序列5位となっている。習近平党総書記の側近であり習政権の実力者。

## 経歴
1955年12月5日、福建省永安市で生まれる。本籍は福建省尤渓県。文化大革命の1973年3月より福建省永安県西洋公社の人民公社で知識青年として労働に従事。1978年、母校である福建師範大学に採用され、党委弁公室にて幹部に就任した。1983年、同省福州市に移り、省党委員会弁公庁へ入庁した。蔡奇は長く福建省党委書記の陳光毅の秘書を務めていた。1989年には三明市党委副書記に転任する。1997年11月、三明市人民政府の市長を務めた。
1999年5月、衢州市党委副書記、市長に転出。2002年3月、衢州市党委書記、同市人大常委会主任に昇格。2004年4月、台州市党委書記を担当し、当時は浙江省党委書記習近平の指導の下で働いていた。2007年4月、蔡奇は杭州市党委副書記、市長を担当し、副部級に昇進した。2010年1月、省党委員会常務委員兼組織部部長、党校校長に就任。2013年11月に、省党委員会常務委員、浙江省常務副省長、党組副書記を担当した。
2014年3月27日、4か月間勤務した後、蔡奇は浙江省副省長の職務を免除され、新たに設立された党中央国家安全委員会弁公室の副主任に転任した。翌年、常務副主任に昇格。
2016年10月31日、北京市党委副書記に転出。同年11月6日の北京市第14期人民代表大会常務委員会第5回会議で王安順市長の辞職願を受理し、蔡奇を副市長、市長代行に任命することが決定された。翌月、2022年北京冬季オリンピック・2022年北京冬季パラリンピック組織委員会執行主席（組織委員会会長に相当）を兼務。2017年1月20日の北京市第14期第5回人民代表大会で市長代行の蔡奇が市長に選出され、同年5月27日には郭金竜の後任として北京市党委書記に任命された。2017年10月、中国共産党第十九回全国代表大会で党中央委員に選出される。
2022年10月の中国共産党第二十回全国代表大会で中国共産党中央政治局常務委員会委員・党中央書記処常務書記に選ばれる。2023年3月、党中央弁公庁主任に就任。

## 最高指導部
習総書記の福建省から浙江省までの長い付き合いで分厚い信頼を受けてきて、2023年3月、党中央弁公庁主任に兼務。2022年には最高指導部入り後、茂木自民党幹事長と祝電を交すなど、党幹事長のような事実上の党首に次ぐ党務の総括役となっていることがわかる。